# Аленкар, Маноэл
Маноэл Аленкар до Монте (порт.-браз. Manoel Alencar do Monte; 6 сентября 1892, Сан-Паулу — неизвестно) — бразильский футболист, нападающий. Выступал за сборную Бразилии на чемпионате Южной Америки 1916 года, где провел 3 матча и забил 1 мяч.
На клубном уровне выступал за «Американо», «Ипирангу», «Маккензи Коллеж» и «Сан-Бенту».

## Достижения
- Чемпион штата Сан-Паулу: 1912, 1913 (LPF)